# Chop Me Up
"Chop Me Up" é o sétimo single de Justin Timberlake em seu segundo álbum de estúdio, FutureSex/LoveSounds. A canção conta com a participação do produtor Timbaland e do grupo Three 6 Mafia.

## Faixas
1. "Chop Me Up"
2. "Sexy Ladies (Remix)" (featuring 50 Cent)